# أمريكان إيجل أوتفترز

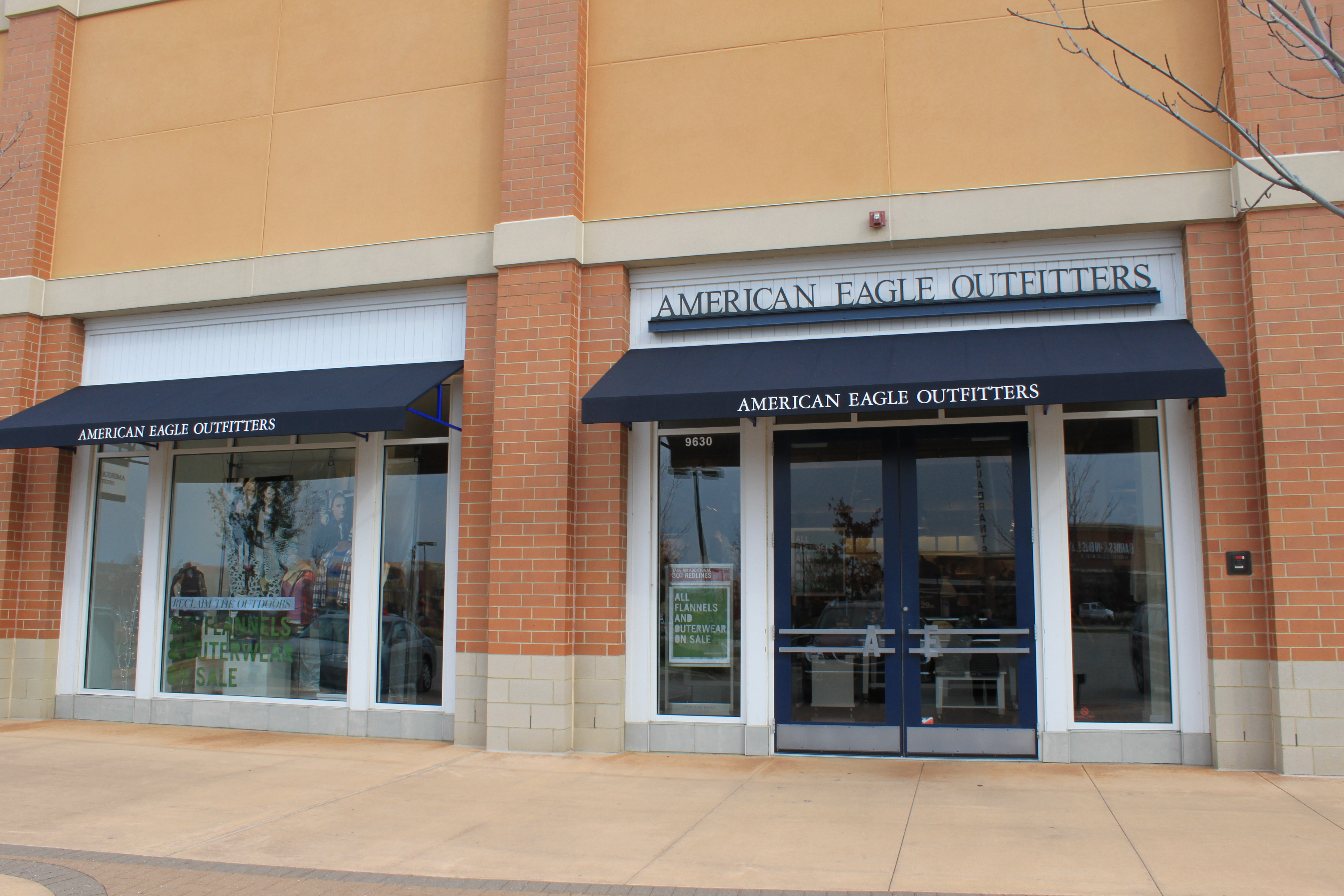
متجر إميريكان إيغل أوتفترز

أمريكان إيغل أوتفترز (بالإنجليزية: American Eagle)‏ أو النسر الأمريكي علامة تجارية رائدة للأزياء والاكسسوارات و سلسلة متاجر التجزئة الأمريكية مقرها في بيتسبرغ، بنسيلفانيا تأسست في عام 1977 من قبل الاخوة جيري ومارك سيلفرمان .
العلامة التجارية تستهدف الفئة العمرية من 14-25 من الذكور والإناث، بأكثر من 900 موقع البيع بالتجزئة في الولايات المتحدة وكندا ومتجر على شبكة الإنترنت، في 16 مارس 2010، افتتح إمريكان إيغل أول متجر لها في منطقة الشرق الأوسط في مردف سيتي سنتر في دبي ، الإمارات العربية المتحدة. افتتح النسر الاميركي تجار الملابس أول متجر لها في أفريقيا في سيتي ستارز المركز في مصر الجديدة ، القاهرة ، مصر
منتجات العلامة التجارية أكثر شعبية هي الجينز، قميص الغولف ، تي شيرت ، قمصان هينلي، وملابس السباحة .